# Вја Бачабове (Ријети)
Вја Бачабове је насеље у Италији у округу Ријети, региону Лацио.
Према процени из 2011. у насељу је живело 28 становника. Насеље се налази на надморској висини од 35 м.